# Communauté d'agglomération Hérault Méditerranée
La Communauté d'agglomération Hérault Méditerranée és una comunitat d'aglomeració francesa situada al departament de l'Erau, a la regió d'Occitània.

## Municipis
Agrupa els 19 municipis següents:
| Municipi                | Superfície (km²) | Població (2005) | Nombre de representants |
| ----------------------- | ---------------- | --------------- | ----------------------- |
| Adissan                 | 4,46             | 736             | 1                       |
| Agde                    | 50,81            | 19.988          | 10                      |
| Alinhan del Vent        | 3,12             | 322             | 7                       |
| Aumes                   | 7,39             | 310             | 1                       |
| Bessan                  | 27,65            | 4.025           | 3                       |
| Castelnau-de-Guers      | 22,51            | 889             | 1                       |
| Caux                    | 24,84            | 2.261           | 2                       |
| Lo Cailar               | 12,36            | 221             | 2                       |
| Cazouls-d'Hérault       | 4,39             | 272             | 1                       |
| Clarmont d'Erau         | 60,12            | 518             | 21                      |
| Florensac               | 36,9             | 4189            | 3                       |
| Lézignan-la-Cèbe        | 6,13             | 1.013           | 1                       |
| Lodeva                  | 127,210          | 2000            | 90                      |
| Montagnac               | 39,81            | 3.312           | 3                       |
| Nézignan-l'Évêque       | 31,72            | 1.182           | 1                       |
| Nizas                   | 8,53             | 524             | 1                       |
| Pézenas                 | 29,56            | 7.443           | 5                       |
| Pinet                   | 8,83             | 990             | 1                       |
| Pomérols                | 11,01            | 1.914           | 2                       |
| Portiragnes             | 20,16            | 2.587           | 2                       |
| Saint-Pons-de-Mauchiens | 13,58            | 513             | 1                       |
| Saint-Thibéry           | 18,47            | 2.200           | 2                       |
| Vias                    | 32,49            | 4.354           | 3                       |
| Total                   | 394,78           | 59.183          | 41                      |

## Competències
Les compétences exercées par la communauté d'agglomération comprennent :
4 Competències Obligatòries:
- El desenvolupament econòmic
- L'adaptació de l'espai
- L'equilibri social de l'hàbitat
- La política de la ciutat

3 competències escollides
- protecció i valortizació del medi ambient
- arranjament i gestió dels aparcaments comunitaris
- construcció i gestió d'equipaments culturals i esportius comunitaris

Altres competències
- creació i gestió d'àrees d'acollida per a gent de viatgeç
- arranjament i treballs als cursos d'aigua inscrits al cadastre
- creació i manteniment dels itineraris de passejades
- neteja de les vies urbanes
- arranjament i treballs en els senders rurals i forestals

## Altres agrupaments
Està adherit a:
- S.M.I.C.T.O.M. de la regió de Pézenas
- SM dels transports col·lectius de l'Erau
- Sindicat mixt de l'esquema de coherència territorial Biterrois